# Abyssocladia huitzilopochtli
Abyssocladia huitzilopochtli is een sponssoort in de taxonomische indeling van de gewone sponzen (Demospongiae). Het lichaam van de spons bestaat uit kiezelnaalden en sponginevezels, en is in staat om veel water op te nemen.
De spons komt uit het geslacht Abyssocladia en behoort tot de familie Cladorhizidae. Abyssocladia huitzilopochtli werd in 2006 voor het eerst wetenschappelijk beschreven door Vacelet.